# Greg Morris
Pour les articles homonymes, voir Morris.
Greg Morris (Francis Gregory Alan Morris), né le 27 septembre 1933 à Cleveland (États-Unis) et mort le 27 août 1996 (à 62 ans) à Las Vegas (États-Unis), est un acteur américain. Il est surtout célèbre pour avoir interprété Barney Collier, l'expert en électronique dans la série Mission Impossible

## Biographie
Après avoir servi dans l'armée des États-Unis pendant la guerre de Corée, il fait ses débuts au théâtre à l'Université de l'Iowa (où il anime aussi une émission de radio consacrée au jazz), puis sur les scènes de Seattle, notamment dans A Raisin in the Sun. 
Il rejoint ensuite Hollywood, où, de 1962 à 1965, il enchaîne les petits rôles dans des épisodes de séries : La Quatrième Dimension, Suspicion (The Alfred Hitchcock Hour), Ben Casey, Le Jeune Docteur Kildare, Le Proscrit, Le Fugitif, etc.
Sa carrière prend son envol en 1966 lorsqu'il décroche le rôle de Barney Collier dans Mission Impossible. Il est l'acteur qui jouera dans le plus grand nombre d'épisodes de la série : 166, jusqu'en 1973.
Dans les années qui suivent, il est invité dans des épisodes de L'Homme qui valait trois milliards, Les Rues de San Francisco, Wonder Woman et La croisière s'amuse, entre autres. Il tient aussi le premier rôle d'un film d'action thaïlandais de 1973, S.T.A.B..
En 1978, il obtient son deuxième rôle le plus connu : celui du Lt. David Nelson dans la série Vega$, avec Robert Urich. Il jouera dans 57 épisodes jusqu'en 1981, et restera jusqu'à la fin de sa vie dans la ville de Las Vegas, où la série est tournée.
Victime d'un sévère accident de la route en 1981, il ne tournera que très peu par la suite (dix rôles en dix ans, dont des épisodes de L'homme qui tombe à pic, Hooker et Arabesque).
Marié à Lee Morris depuis 1956, il a eu trois enfants, dont l'acteur Phil Morris, qui reprend le flambeau, puisqu'il tient le rôle de son fils, Grant Collier, dans la série Mission impossible, 20 ans après de 1988 à 1990. Greg Morris est d'ailleurs apparu dans deux épisodes de la série aux côtés de son fils : Le condamné à mort et Le serpent d'or.
Atteint d'un cancer du poumon et d'une tumeur au cerveau, il meurt le 27 août 1996, à l'âge de 62 ans.

## Filmographie
- 1962 : Ben Casey (épisode The Firemen Who Raised Rabbits) : George Urey
- 1963 : 77 Sunset Strip (épisode Crash Out!) : Guard - Visiting Area
- 1963 : The Dick Van Dyke Show (épisode That's My Boy??) : Mr. Peters
- 1963 : Le Jeune Docteur Kildare (épisode The Gift of the Koodjanuk) : Lincoln Ball
- 1963 : Ben Casey (épisode Allie) : Dr. Felix Martin
- 1963 : Suspicion (The Alfred Hitchcock Hour) (épisode Brouillard) : Dr. Foster
- 1964 : La Quatrième Dimension (épisode Les fantômes du septième de cavalerie) : Lt. Woodard
- 1964 : Suspicion (The Alfred Hitchcock Hour) (épisode Final Escape) : Burial Detail Inmate
- 1964 : Les nouveaux internes (film de John Rich) : Dr. Pete Clarke
- 1964 : Pleins phares (film de Jack Arnold) : Highway Patrol Officer
- 1965 : The Dick Van Dyke Show (épisode Bupkis) : Frank 'Sticks' Mandalay
- 1965 : Les Exploits d'Ali Baba (film de Virgil W. Vogel) : Yusef
- 1965 : Le Fugitif (épisode Wings of an Angel) : Mickey Deming
- 1965 : Le proscrit (épisode Fill No Glass for Me) : Corp. Johnny Macon
- 1965 : Peyton Place (cinq épisodes) : Police Officer Frank
- 1966 : Les Espions (épisode Lori) : Jim Rogers
- 1966 : Pas d'escale pour le vol 06 (téléfilm de William A. Graham) : FBI Agent Balaban
- 1966-1973 : Mission Impossible : Barney Collier
- 1972 : Le tueur de la nuit (téléfilm de Bernard McEveety) : Capt. George Benson
- 1973 : Mannix (épisode La poursuite) : Luke Whitney
- 1973 : Love Story (épisode A Glow of Dying Embers) : Edward Marshall
- 1973 : S.T.A.B. (film de Chalong Pakdeevijit) : Richard Hill
- 1974 : L'Homme qui valait trois milliards (épisode Opération Afrique) : Josh Perkins
- 1975 : Les Rues de San Francisco (épisode Marchands de mort) : Eddie Griffin
- 1975 : Sanford and Son (épisode The Hawaiian Connection) : Freddy Wills
- 1978 : Wonder Woman (épisode Histoire de voleurs) : Caribe
- 1978 : La croisière s'amuse (épisode Passion) : Greg Elkins
- 1978 : Quincy (épisode A Night to Raise the Dead) : Cliff Collier
- 1978 : L'Île fantastique (épisode Jeux dangereux) : Ted Harmon
- 1978-1981 : Vega$ : Lt. David Nelson
- 1979 : Racines 2 (Roots: The Next Generations) (mini-série) : Beeman Jones
- 1983 : L'homme qui tombe à pic (épisode PS : je t'aime) : Gary Jordan
- 1983 : L'Île fantastique (épisode Pour le meilleur et pour le pire) : Surgeon
- 1984 : Hooker (épisode Danser n’est pas jouer) : Dave Reemer
- 1984 : Arabesque (épisode Amants et autres tueurs) : Lt. Andrews
- 1988 : Mission impossible, 20 ans après (épisode Le condamné à mort) : Barney Collier
- 1989 : Superboy (épisode Les sans-abris) : Damon
- 1989 : Mission impossible, 20 ans après (épisode Le serpent d'or) : Barney Collier
- 1991 : Le peloton d'exécution (téléfilm de Michel Andrieu) : Jacob Dorn